# Ateizm Derneği
Ateizm Derneği (Nederlands: Atheïsmevereniging) is een Turkse non-profitorganisatie voor de bevordering van het concept atheïsme en dient ter ondersteuning van ongelovige mensen en vrijdenkers in Turkije die worden gediscrimineerd op basis van hun opvattingen. Ateizm Derneği is opgericht op 16 april 2014 en gevestigd in Istanboel in het district Kadıköy. Anno 2017 is Zehra Pala de voorzitter.

## Geschiedenis
Ten tijde van de oprichting werd de organisatie geleid door een bestuur dat bestond uit elf leden, voorgezeten door Tolga İnci. Het is de eerste wettig erkende Turkse atheïstische organisatie en tegelijk een van de eerste in de door moslims gedomineerde wereld.
De directe aanleiding om de organisatie op te richten was een opmerking van president Recep Tayyip Erdoğan, die tendensen om Turkije te islamiseren heeft gestimuleerd en gezegd "(...) ondanks de [protesten van] links, ondanks die atheïsten. Zij zijn terroristen", verwijzend naar zijn met dwang opgelegde bouwplannen Ankara tegen de protesten van studenten in.
De oprichting van de vereniging is bureaucratisch vlekkeloos verlopen, maar de vereniging heeft vanwege bedreigingen en lastigvallerij bewakingscamera's geïnstalleerd, telefoonopname-apparatuur en een paniekknop voor snellere waarschuwing van de politie.

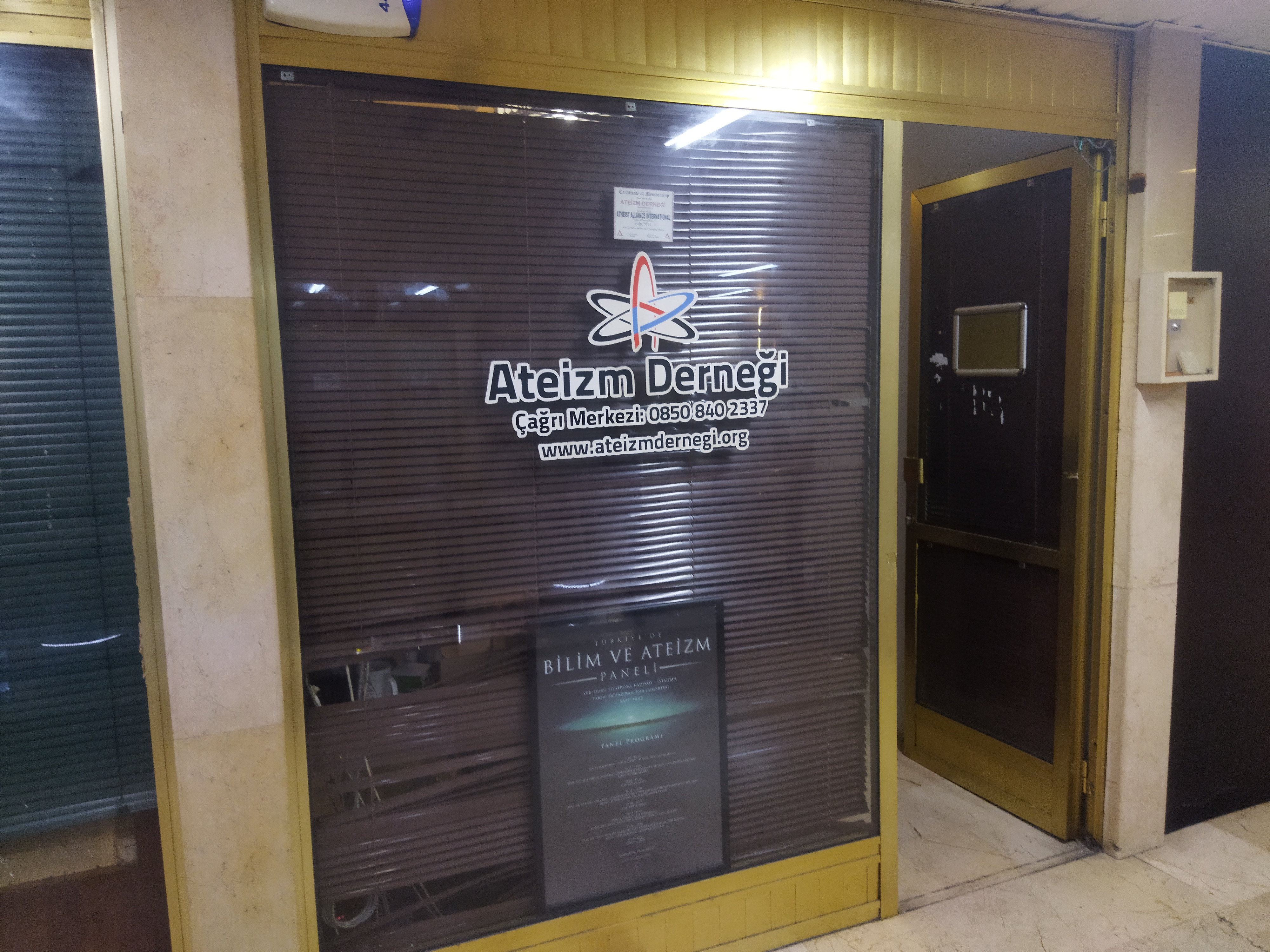
Istanbul tak van de Ateizm Derneği.

In 2015 verscheen Ateizm Derneği in Dorothée Forma's Nederlandse documentaire Onder Ongelovigen, waarin enkele leden werden geïnterviewd door Boris van der Ham, voormalig Tweede Kamerlid en Humanistisch Verbond-voorzitter.

## Erkenning en prijzen
Ateizm Derneği werd in juni 2014 door de Europese Unie erkend als de organisatie die Turkse atheïsten vertegenwoordigt.
In 2017 won de vereniging de Sapioprijs van de Internationaler Bund der Konfessionslosen und Atheisten (IBKA) omdat het de eerste organisatie in het Midden-Oosten was die opkwam voor de rechten van atheïsten.